# 清潔香港運動

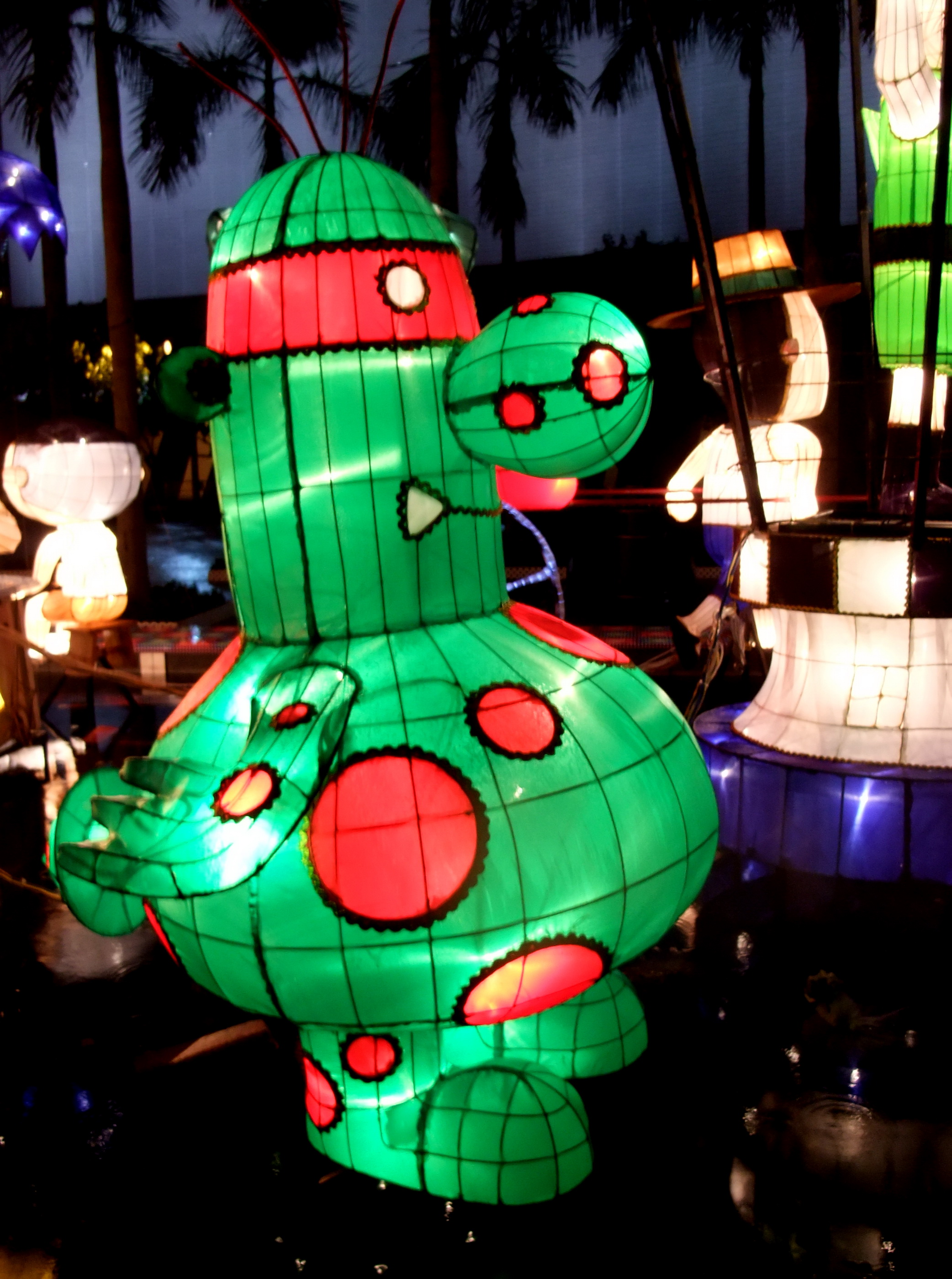
「垃圾蟲」造型的花燈

清潔香港運動是香港全港性的公眾教育和宣傳活動，由政府通過不同渠道宣傳清潔環境信息，包括：電視宣傳短片、電台聲帶、海報及橫額、報章特稿及報道、潔淨比賽、巡迴展覽、和多種語言小冊子等。香港社會把亂丟垃圾的人叫「垃圾蟲」相信亦是沿自這個宣傳活動。 此外，不少當時受歡迎的明星藝人也協助宣傳清潔香港，引起市民注意。

## 歷史
清潔香港運動最早追溯至1948年，當時每年推行一次，每次為期兩星期， 一直維持到1954年。1965至1969年，政府便曾舉行連串的地區清潔運動，「平安小姐」這個宣傳人物，呼籲市民注意家居清潔、防治蚊患及吃飯先洗手等。1970年12月成立全港清潔運動委員會。1972年8月展開宣傳和教育，開展儀式由當時的港督麥理浩爵士主持，這期間設計了不少海報和象徵標誌，包括人見人憎的「垃圾蟲」。1974年當時教育署於各中學和小學設立「少清隊」（今公益少年團），鼓勵學生參與清潔環境的工作。1975年定為清潔年，宣傳針對年輕人，例如到郊外旅行中滲入清潔香港的元素。1976年間首次推行「清潔組長計劃」，鼓勵野餐或遠足人士自行負責清潔全隊遺下的廢物。1978年，當局推行「輔助清潔糾察計劃」，以改善沙灘的清潔。在1979年，宣傳針對整個家庭，一家大小合力保持香港清潔。1981年10月至1984年間，採用了一個比較強硬的宣傳手法，其中一款宣傳設計便是一對「怒目而視」的眼睛。當局更修訂法例，增加最高罰款至5 000元及入獄六個月，警方亦首次參與檢控垃圾蟲。1987年，當局宣傳重點加強在社區參與及市民自動自覺精神，宣傳歌曲《一於響應》很多市民都耳熟能詳。至八十及九十年代，除了進行宣傳教育工作外，當局定期舉辦大型清掃活動，包括沙灘、郊野、海面、寮屋區等。《2001年施政報告》，宣佈創造近3000個臨時職位，支持「清潔香港計劃」。在2003年3月，SARS爆發。政府在5月成立跨部門「全城清潔策劃小組」，制定改善措施。2009年5月，人類豬型流感爆發後，又推行「全城清潔運動」。
清潔香港運動創立以來都由兩個市政局推行，2000年兩個市政局解散後，改由食物環境衞生署統籌。

## 宣傳物

### 宣傳人物
1965至1969年，政府便曾舉行連串的地區清潔運動，「平安小姐」這個宣傳人物，便是在六十年代的運動中推出，1972年8月展開宣傳和教育，這段期間設計了不少海報和象徵標誌，讓市民留下深刻印象包括「一雙怒目而視的雙眼」、人見人憎的「垃圾蟲」和嬌俏可人的「清潔小姐」。當局於1990年代委任了形象正義的清潔龍家族，分別是「清潔龍」、「沙灘龍」、「郊野龍」及兩條小龍「小清」和「小潔」。
2016年6月5日，食物環境衞生署委任了清潔龍阿德為清潔香港大使，並設立清潔龍阿德個人Facebook專頁、電視宣傳短片、海報等。

### 口號
在1981年，香港政府以「亂拋垃圾、人見人憎」作為八十年代初期清潔香港運動的宣傳口號，並配以一雙怒目而視的雙眼作為清潔香港運動的標誌，宣傳的手法亦相當具阻嚇性，措辭亦相當嚴厲。在「亂拋垃圾、人見人憎」的標語下附有「地方清潔安居樂業」、「屋邨清潔人人健康」、「海港清潔美景怡人」、「郊野清潔悅目怡神」、「新界清潔好景年年」和「海灘清潔夏日消遙」等口號，以第一個「地方清潔安居樂業」為主。同時政府亦將亂拋垃圾的最高刑罰提升至罰款港幣5000元及入獄六個月。
1980年代中期，當局則以關心和愛心為主題，「清潔香港、人見人愛」為標語的海報，宣傳自發性投入清潔運動的行列：「全面投入、一於響應」。1992年清潔運動的宣傳主題便運用「家庭」這個概念，「香港是我家 清潔齊參加」這口號便出現在各種宣傳物品上。1993年起推行「保持香港清潔」活動資助計劃，鼓勵地區團體或學校舉辦清掃活動。2009年推出全新運動口號「全城動 響應全城清潔運動」。到2015年8月至9月推行「全城清潔2015＠家是香港」運動，採取改善「三無大廈」的公共地方、私家街道及後巷的環境衞生；積極清理海上及海岸垃圾；以及加強監察和打擊非法棄置建築廢料的情況。

## 影響
多年來，清潔香港運動為很多香港人留下深刻印象，它已深入社會每一角落，香港環境衞生大為改善。清潔運動不單給香港換上一個整潔的市容，而且更漸漸在市民之間，尤其在年青一代之中，培育出一種公民意識。外地的市政機關一直有借鑒香港的清潔運動。美國一個地方政府仿效香港廢屑箱的設計，把煙蒂容器設在箱頂。1980年，英國倫敦西敏寺市議會更邀請「垃圾蟲」前往該市協助宣傳「保持西敏寺清潔」運動。